# Soledad Tectitlán
Soledad Tectitlán är en ort i Mexiko.   Den ligger i kommunen Santiago Comaltepec och delstaten Oaxaca, i den sydöstra delen av landet, 300 km sydost om huvudstaden Mexico City. Soledad Tectitlán ligger 1 880 meter över havet och antalet invånare är 161.
Terrängen runt Soledad Tectitlán är varierad, och sluttar västerut. Runt Soledad Tectitlán är det glesbefolkat, med 14 invånare per kvadratkilometer. Närmaste större samhälle är San Juan Quiotepec, 2,8 km nordväst om Soledad Tectitlán. I omgivningarna runt Soledad Tectitlán växer i huvudsak blandskog.